# Gran Premio motociclistico d'Olanda 1962
Il Gran Premio motociclistico d'Olanda fu il quarto appuntamento del motomondiale 1962.
Si svolse sabato 30 giugno 1962 sul circuito di Assen, ed erano in programma tutte le classi in singolo oltre che i sidecar.
La Classe 500 fu vinta da Mike Hailwood sulla MV Agusta, le 350 e le 250 furono vinte da Jim Redman, la 125 da Luigi Taveri, entrambi in sella a Honda, la 50 vide il successo di Ernst Degner su Suzuki; tra le motocarrozzette si impose l'equipaggio composto da Fritz Scheidegger e John Robinson su BMW

## Classe 500
Furono 26 i piloti alla partenza e ne vennero classificati 17 al termine della prova.
Tra i ritirati vi furono Silvio Grassetti, Mike Duff e Ernesto Brambilla.

### Arrivati al traguardo
| Pos. | Pilota            | Moto      | Tempo Distacco | Punti |
| ---- | ----------------- | --------- | -------------- | ----- |
| 1    | Mike Hailwood     | MV Agusta | 1h 05' 46" 2   | 8     |
| 2    | Derek Minter      | Norton    | +23" 2         | 6     |
| 3    | Phil Read         | Norton    | +1' 03"        | 4     |
| 4    | Alan Shepherd     | Matchless | +1' 22" 8      | 3     |
| 5    | Bert Schneider    | Norton    | +1' 40" 6      | 2     |
| 6    | Tony Godfrey      | Norton    | +1' 46" 3      | 1     |
| 7    | Jack Ahearn       | Norton    | +2' 57" 8      |       |
| 8    | František Šťastný | Jawa      | +3' 05" 5      |       |
| 9    | Roy Ingram        | Norton    | +3' 13" 2      |       |
| 10   | Paddy Driver      | Norton    | +1 giro        |       |
| 11   | Ernst Hiller      | Matchless | +1 giro        |       |
| 12   | Jack Findlay      | Norton    | +1 giro        |       |
| 13   | Walter Scheimann  | Norton    | +1 giro        |       |
| 14   | Karl Recktenwald  | Norton    | +1 giro        |       |
| 15   | Sid Mizen         | Matchless | +1 giro        |       |
| 16   | Raymond Bogaerdt  | Norton    | +2 giri        |       |
| 17   | Ladislaus Richter | Norton    | +2 giri        |       |

## Classe 350
Con la vittoria ottenuta da Jim Redman, la casa motociclistica giapponese Honda iscrisse per la prima volta il suo nome tra i vincitori di questa classe.

### Arrivati al traguardo
| Pos. | Pilota            | Moto       | Tempo        | Punti |
| ---- | ----------------- | ---------- | ------------ | ----- |
| 1    | Jim Redman        | Honda      | 1h 06' 49" 5 | 8     |
| 2    | Mike Hailwood     | MV Agusta  | +20" 1       | 6     |
| 3    | Silvio Grassetti  | Bianchi    | +26" 2       | 4     |
| 4    | František Šťastný | Jawa       | +1' 32" 9    | 3     |
| 5    | Derek Minter      | Norton     | +1' 55" 3    | 2     |
| 6    | Phil Read         | Norton     | +2' 16" 9    | 1     |
| 7    | Alan Shepherd     | AJS        | +2' 59" 1    |       |
| 8    | Tony Godfrey      | Norton     | +3' 26" 9    |       |
| 9    | Mike Duff         | AJS        | +1 giro      |       |
| 10   | Karl Hoppe        | Norton     | +1 giro      |       |
| 11   | Roy Ingram        | Norton     | +1 giro      |       |
| 12   | Ron Langston      | Norton     | +1 giro      |       |
| 13   | Arthur Wheeler    | Moto Guzzi | +1 giro      |       |
| 14   | Jack Ahearn       | Norton     | +1 giro      |       |
| 15   | Raymond Bogaerdt  | Norton     | +2 giri      |       |

## Classe 250
Da sottolineare il sesto posto di Frank Perris che portò i primi punti iridati in questa classe alla Suzuki.

### Arrivati al traguardo
| Pos. | Pilota             | Moto        | Tempo     | Punti |
| ---- | ------------------ | ----------- | --------- | ----- |
| 1    | Jim Redman         | Honda       | 58' 52" 2 | 8     |
| 2    | Bob McIntyre       | Honda       | +2" 2     | 6     |
| 3    | Tarquinio Provini  | Moto Morini | +2" 6     | 4     |
| 4    | Cas Swart          | Honda       | +1' 44" 4 | 3     |
| 5    | Frank Perris       | Suzuki      | +3' 51" 9 | 2     |
| 6    | Arthur Wheeler     | Moto Guzzi  | +1 giro   | 1     |
| 7    | Günter Beer        | Adler       | +1 giro   |       |
| 8    | Joop Vogelzang     | Benelli     | +1 giro   |       |
| 9    | Dan Shorey         | Bultaco     | +1 giro   |       |
| 10   | Roberto Patrignani | Moto Morini | +2 giri   |       |
| 11   | Han Leenheer       | Aermacchi   | +2 giri   |       |
| 12   | Siegfried Lohmann  | Adler       | +2 giri   |       |
| 13   | Tinus van Son      | NSU         | +2 giri   |       |

## Classe 125

### Arrivati al traguardo
| Pos. | Pilota           | Moto    | Tempo     | Punti |
| ---- | ---------------- | ------- | --------- | ----- |
| 1    | Luigi Taveri     | Honda   | 50' 36" 6 | 8     |
| 2    | Jim Redman       | Honda   | +0" 2     | 6     |
| 3    | Tommy Robb       | Honda   | +18"      | 4     |
| 4    | Ernst Degner     | Suzuki  | +18" 8    | 3     |
| 5    | Mike Hailwood    | EMC     | +19" 6    | 2     |
| 6    | Stanislav Malina | ČZ      | +1' 02"   | 1     |
| 7    | Rex Avery        | EMC     | +1' 15" 6 |       |
| 8    | Dan Shorey       | Bultaco | +2' 58" 2 |       |
| 9    | Mitsuo Itoh      | Suzuki  | +3' 18" 2 |       |
| 10   | Giuseppe Visenzi | Ducati  | +1 giro   |       |

## Classe 50

### Arrivati al traguardo
| Pos. | Pilota               | Moto     | Tempo     | Punti |
| ---- | -------------------- | -------- | --------- | ----- |
| 1    | Ernst Degner         | Suzuki   | 32' 56" 2 | 8     |
| 2    | Jan Huberts          | Kreidler | +8"       | 6     |
| 3    | Hans-Georg Anscheidt | Kreidler | +8" 9     | 4     |
| 4    | Seiichi Suzuki       | Suzuki   | +17" 6    | 3     |
| 5    | Mitsuo Itoh          | Suzuki   | +44" 5    | 2     |
| 6    | Wolfgang Gedlich     | Kreidler | +48" 2    | 1     |
| 7    | Dan Shorey           | Kreidler | +49" 3    |       |
| 8    | Michio Ichino        | Suzuki   | +55" 4    |       |
| 9    | Luigi Taveri         | Honda    | +55" 6    |       |
| 10   | Cees van Dongen      | Honda    | +1' 36" 6 |       |
| 11   | Tommy Robb           | Honda    | +1' 36" 9 |       |
| 12   | Rudi Kunz            | Kreidler | +2' 42" 2 |       |
| 13   | Rajko Piciga         | Tomos    | +3' 21" 3 |       |
| 14   | Adrijan Bernetič     | Tomos    | +1 giro   |       |
| 15   | K. Lantinga          | Benelli  | +1 giro   |       |
| 16   | F. Swaep             | Tomos    | +1 giro   |       |
| 17   | Pierre Kemperman     | Itom     | +1 giro   |       |

## Classe sidecar
Fu questa la 68ª prova disputata per le motocarrozzette dall'istituzione del motomondiale; si sviluppò su 14 giri, per una percorrenza di 107,860 km.
Giro più veloce di Florian Camathias/Harry Winter (BMW) in 3' 39" a 126,600 km/h.

### Arrivati al traguardo
| Pos. | Pilota            | Passeggero          | Moto         | Tempo     | Punti |
| ---- | ----------------- | ------------------- | ------------ | --------- | ----- |
| 1    | Fritz Scheidegger | John Robinson       | BMW          | 52' 16" 2 | 8     |
| 2    | Max Deubel        | Emil Hörner         | BMW          | +9"       | 6     |
| 3    | Otto Kölle        | Dieter Hess         | BMW          | +43"      | 4     |
| 4    | August Rohsiepe   | Lothar Böttcher     | BMW          | +55"      | 3     |
| 5    | Edgar Strub       | Gottfried Rüfenacht | BMW          | +56" 4    | 2     |
| 6    | Claude Lambert    | Alfred Herzig       | BMW          | +1' 28" 6 | 1     |
| 7    | Florian Camathias | Harry Winter        | BMW          | +1 giro   |       |
| 8    | Georg Auerbacher  | Josef Zach          | BMW          | +1 giro   |       |
| 9    | Boško Šnajder     | Mladen Kytka        | BMW          | +2 giri   |       |
| 10   | Jackie Beeton     | Eddie Bulgin        | Reynolds-BMW | +3 giri   |       |